# Bengt Forsberg
Bengt Forsberg (ur. 26 lipca 1952 w Edsleskogs) – szwedzki pianista i organista. 

## Życiorys
Bengt Forsberg jest synem Svena i Ingrid Forsbergów. Kształcił się w Akademii Muzycznej w Göteborgu, gdzie w 1975 roku ukończył studia, a w 1978 uzyskał dyplom z zakresu gry na fortepianie. Jest znany ze współpracy z Anne Sofie von Otter, której towarzyszył na wielu koncertach i nagraniach. Zagrał również wiele koncertów z wiolonczelistą Matsem Lidströmem i skrzypkiem Nils-Erikiem Sparfem. W 1997 roku został wybrany na członka Royal Academy of Music.